# Série de championnat de la Ligue nationale de baseball 2015

Logo francophone de la Ligue nationale.

La Série de championnat de la Ligue nationale de baseball 2015 est la 46e série finale de la Ligue nationale de baseball, dont l'issue détermine le représentant de cette ligue en Série mondiale, la grande finale des Ligues majeures de baseball. 
Cette série au meilleur de sept parties est jouée du samedi 17 octobre au mercredi 21 octobre 2015. Vainqueurs 4 matchs à zéro sur les Cubs de Chicago, les Mets de New York remportent le titre de la Ligue nationale et accèdent à la Série mondiale 2015. 
Daniel Murphy, des Mets, est nommé joueur par excellence de la Série de championnat alors qu'il frappe un coup de circuit dans chacun des 4 matchs et devient le premier joueur de l'histoire à réussir un circuit dans 6 matchs éliminatoires consécutifs.

## Équipes en présence
L'identité des équipes qui s'affrontent en Série de championnat est déterminée par l'issue des Séries de divisions qui ont lieu quelques jours auparavant. L'avantage du terrain pour la série est accordé au club ayant présenté la meilleure fiche victoires-défaites en saison régulière 2015, celui-ci devenant l'équipe hôte pour les deux premiers matchs de la série, ainsi que les sixième et septième rencontres si elles s'avèrent nécessaires.

### Mets de New York
Avec 90 victoires contre 72 défaites en 2015, les Mets de New York signent 11 succès de plus qu'en 2014, savourent leur première saison gagnante depuis 2008, remportent leur premier titre de la division Est de la Ligue nationale et décrochent leur première qualification en éliminatoires depuis 2006. Menés par une talentueuse rotation de lanceurs partants composée de Jacob deGrom, Matt Harvey et Noah Syndergaard, les Mets en arrachent en offensive jusqu'à ce que celle-ci soit revitalisée, par l'addition de joueurs tels Yoenis Céspedes vers la mi-saison. Gagnants de 36 matchs sur 55 après le 1er août, les Mets terminent en tête de leur division, laissant les Nationals de Washington sept matchs derrière. Ils amorcent leurs premières séries éliminatoires en 9 ans par une victoire, 3 matchs à deux, sur les Dodgers de Los Angeles en Série de divisions.

### Cubs de Chicago
Les jeunes Cubs de Chicago, dynamisés par l'entrée dans les majeures en 2015 de Kris Bryant, Addison Russell et Kyle Schwarber, gagnent derrière leur nouveau gérant Joe Maddon 24 parties de plus qu'en 2014, signent la première saison gagnante du club depuis 2009 et réalisent leur meilleure saison depuis 2008. Ils doivent se contenter du 3e rang de la compétitive division Centrale de la Ligue nationale, derrière les 100 victoires des Cardinals de Saint-Louis et les 98 des Pirates de Pittsburgh, mais les Cubs l'emportent sur ces derniers lors du match de meilleur deuxième de la Ligue nationale, puis éliminent les Cardinals 3 matchs à un en Série de division.

### Affrontements précédents
Les Mets et les Cubs s'affrontent pour la première fois en séries éliminatoires. En saison régulière 2015, Chicago remporte ses 7 matchs contre New York.

## Déroulement de la série

### Calendrier des rencontres
La première équipe à remporter quatre victoires est sacrée championne de la Ligue nationale et la représente en Série mondiale 2015. La première tête de série est donnée au club ayant terminé premier de sa division au détriment d'un autre qualifié, s'il y a lieu, comme meilleur deuxième. Si les deux adversaires sont premiers de leurs divisions respectives, la première tête de série est celui possédant la meilleure fiche victoires-défaites en saison régulière. Celui-ci détient l'avantage du terrain et reçoit son adversaire dans les matchs 1, 2, 6 et 7.
| Match | Date       | Visiteur         | Hôte             | Score |
| ----- | ---------- | ---------------- | ---------------- | ----- |
| 1     | 17 octobre | Cubs de Chicago  | Mets de New York | 2 - 4 |
| 2     | 18 octobre | Cubs de Chicago  | Mets de New York | 1 - 4 |
| 3     | 20 octobre | Mets de New York | Cubs de Chicago  | 5 - 2 |
| 4     | 21 octobre | Mets de New York | Cubs de Chicago  | 8 - 3 |

### Match 1
Samedi 17 octobre 2015 au Citi Field, New York, New York.
| Cubs de Chicago | 0 | 0 | 0 | 0 | 1 | 0 | 0 | 1 | 0 | 2 | 5 | 0 |
| Mets de New York | 1 | 0 | 0 | 0 | 1 | 1 | 1 | 0 | X | 4 | 8 | 1 |
| Lanceurs partants : CHI : Jon Lester NYM : Matt Harvey Vic. : Matt Harvey (1-0) Déf. : Jon Lester (0-1) Sauv. : Jeurys Familia (1) HRs : CHI : Kyle Schwarber (1) NYM : Daniel Murphy (1), Travis d'Arnaud (1) |   |   |   |   |   |   |   |   |   |   |   |   |

Lanceur partant pour les Mets, Matt Harvey amorce la rencontre en retirant les 12 premiers frappeurs qu'il affronte et travaille rapidement avec une avance de 1-0 que lui procure Daniel Murphy avec un coup de circuit dès la manche initiale. Le premier joueur des Cubs à se rendre sur les buts est Anthony Rizzo, qui est atteint par un lancer de Harvey à la 5e manche, puis marque sur un double de Starlin Castro. Les Cubs ratent une occasion de prendre les devants lorsque Castro est envoyé au marbre sur le coup sûr de Javier Baez, mais est retiré par le puissant relais du champ gauche de Yoenis Céspedes.
En fin de 5e manche, le partant des Cubs, Jon Lester, laisse les 3 derniers frappeurs de l'alignement offensif des Mets atteindre les buts : Wilmer Flores et Juan Lagares sur des simples, Harvey sur un optionnel. Lorsqu'il semble sur le point de s'en sortir indemne, le gaucher Lester, dont la rapide coupée (cutter ou cut fastball) laisse à désirer tout au long du match, en sert une hors-cible à Curtis Granderson, qui frappe le simple qui donne les devants 2-1 aux Mets. Lester accorde à la manche suivante un circuit à Travis d'Arnaud, puis Granderson ajoute un point produit en 7e manche. Chicago réduit la marque à 4-2 avec un circuit de Kyle Schwarber en 8e, mais Jeurys Familia effectue les 4 derniers retraits pour protéger la victoire des Mets.

### Match 2
Dimanche 18 octobre 2015 au Citi Field, New York, New York.
| Cubs de Chicago | 0 | 0 | 0 | 0 | 0 | 1 | 0 | 0 | 0 | 1 | 5 | 0 |
| Mets de New York | 3 | 0 | 1 | 0 | 0 | 0 | 0 | 0 | X | 4 | 5 | 0 |
| Lanceurs partants : CHI : Jake Arrieta NYM : Noah Syndergaard Vic. : Noah Syndergaard (1-0) Déf. : Jake Arrieta (0-1) Sauv. : Jeurys Familia (2) HRs: NYM : Daniel Murphy (2) |   |   |   |   |   |   |   |   |   |   |   |   |

Daniel Murphy établit un nouveau record des Mets en frappant un circuit lors d'un 4e match éliminatoire de suite, un de mieux que l'ancienne marque établie en Série mondiale 1969 par Donn Clendenon. Après avoir frappé la longue balle contre Clayton Kershaw (deux fois) et Zack Greinke dans la Série de divisions, Murphy cogne un circuit contre le 3e prétendant au trophée Cy Young du meilleur lanceur de 2015 dans la Ligue nationale,. Après un simple de Curtis Granderson et un double bon pour un point de David Wright, Murphy porte en effet l'avance des Mets à 3-0 avec une claque de deux points en première manche contre Jake Arrieta. 
L'as des Cubs n'est pas à son meilleur pour un deuxième départ de suite : malgré 8 retraits sur des prises, il accorde 4 points en 5 manches lancées. En 10 manches et deux tiers lancées en deux départs (incluant celui contre Saint-Louis dans la Série de division), Arrieta a ainsi accordé 8 points, le même total qu'à ses 12 derniers départs de la saison régulière. Il accorde de plus deux circuits en deux matchs, après en avoir accordé deux du 21 juin, au 7 octobre,. 
Curtis Granderson marque le 4e point des Mets en 3e manche. Après avoir soutiré un but-sur-balles à Arrieta, il vole les 2e et 3e buts pour compter sur un coup sûr de Yoenis Céspedes. Noah Syndergaard est le lanceur gagnant pour New York avec 9 retraits sur des prises et seulement un point accordé sur 3 coups surs en 5 manches et deux tiers lancées, tandis que 4 releveurs se succèdent pour tenir les Cubs à deux coups sûrs et aucun point au cours des 3 manches et un tiers qui suivent,.

### Match 3
Mardi 20 octobre 2015 au Wrigley Field, Chicago, Illinois.
| Mets de New York | 1 | 0 | 1 | 0 | 0 | 1 | 2 | 0 | 0 | 5 | 11 | 0 |
| Cubs de Chicago | 1 | 0 | 0 | 1 | 0 | 0 | 0 | 0 | 0 | 2 | 5  | 1 |
| Lanceurs partants : NYM : Jacob deGrom CHI : Kyle Hendricks Vic. : Jacob deGrom (1-0) Déf. : Trevor Cahill (0-1) Sauv. : Jeurys Familia (3) HRs : NYM : Daniel Murphy (3) CHI : Kyle Schwarber (2), Jorge Soler (1) |   |   |   |   |   |   |   |   |   |   |    |   |

Les Mets l'emportent 5-2 derrière Daniel Murphy et Jacob deGrom. Murphy devient le deuxième joueur de l'histoire à frapper un coup de circuit dans 5 matchs éliminatoires consécutifs, après Carlos Beltrán des Astros de Houston de 2004. Son circuit contre Kyle Hendricks en 3e manche est son 3e contre les Cubs et son 6e des présentes éliminatoires, ce qui représente le plus haut total de circuits en carrière lors de matchs éliminatoires par un joueur des Mets, un de plus que les 5 frappés par Mike Piazza en 1999 et 2000.
Quant à Jacob deGrom, après avoir accordé un circuit à Kyle Schwarber en première manche, l'as lanceur retire 18 frappeurs des Cubs sur 20 à partir de la seconde manche. Le seul autre coup sûr qu'il accorde est un circuit, d'un point encore une fois, à Jorge Soler. Il tire sa révérence après avoir retiré 11 Cubs de suite et compilé 7 retraits sur des prises en 7 manches.

### Match 4
Mercredi 21 octobre 2015 au Wrigley Field, Chicago, Illinois.
| Mets de New York | 4 | 2 | 0 | 0 | 0 | 0 | 0 | 2 | 0 | 8 | 11 | 0 |
| Cubs de Chicago | 0 | 0 | 0 | 1 | 0 | 0 | 0 | 2 | 0 | 3 | 6  | 0 |
| Lanceurs partants : NYM : Steven Matz CHI : Jason Hammel Vic. : Bartolo Colón (1-0) Déf. : Jason Hammel (0-1) HRs : NYM : Lucas Duda (1), Travis d'Arnaud (2), Daniel Murphy (4) CHI : Kris Bryant (1) |   |   |   |   |   |   |   |   |   |   |    |   |

Lucas Duda devient le 5e joueur de l'histoire des Mets à partager le record de franchise de 5 points produits dans un même match éliminatoire. Duda, qui commence ce match avec une faible contribution de 3 coups sûrs en 24 présences au bâton dans ces séries éliminatoires, frappe un circuit de 3 points qui est immédiatement suivi par celui, bon pour un point, de Travis d'Arnaud en première manche. New York mène alors 4-0 et Duda s'amuse encore aux dépens du lanceur Jason Hammel avec un double de deux points qui fait 6-0 en deuxième manche. 
Bartolo Colón, amené en relève, est le lanceur gagnant du match. Il s'agit pour le lanceur âgé de 42 ans d'une première victoire en éliminatoires depuis 2001, alors qu'il jouait pour Cleveland. Ces 14 ans et 12 jours entre deux victoires en éliminatoires représentent un nouveau record, battant l'ancienne marque Milt Wilcox, vainqueur de deux matchs à 14 années jour pour jour d'intervalle entre octobre 1970 et octobre 1984.

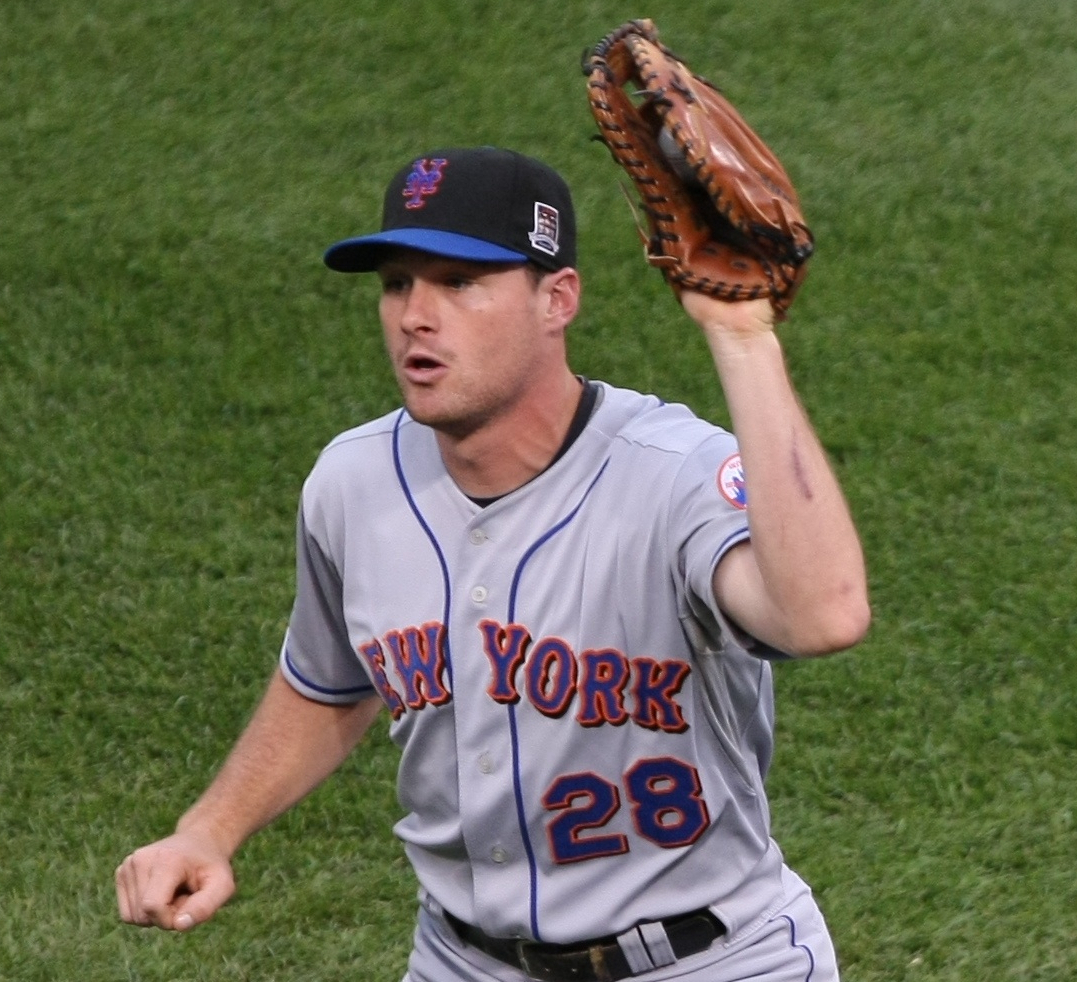
Daniel Murphy est le joueur par excellence de la Série de championnat 2015 de la Ligue nationale.

Les Mets gagnent 8-3 pour balayer la série dans le minimum de 4 matchs et accéder à leur première finale des majeures depuis la Série mondiale 2000. Au cours de ces 4 matchs, jamais les Cubs n'ont mené au score, pas même pour une seule manche,.
Sur une note anecdotique, les Cubs de Chicago sont éliminés des séries éliminatoires le 21 octobre 2015, journée exacte où arrivait 30 ans dans le futur le personnage Marty McFly du film Retour vers le futur 2, pour apprendre que les Cubs venaient de gagner la Série mondiale 2015. Les événements organisés pour souligner le 30e anniversaire de la célèbre trilogie Retour vers le futur et en particulier la « date d'arrivée » de Marty McFly, sont souvent mentionnés durant le parcours des Cubs aux portes de la Série mondiale,,. On aperçoit notamment des spectateurs au Wrigley Field de Chicago déguisés en Marty ou en « Doc » Emmett Brown ; une DeLorean similaire à celle du film est conduite dans Wrigleyville, le quartier où se trouve le stade des Cubs, par l'acteur Tom Wilson, interprète de Biff Tannen dans la trilogie ; et un musée de l'automobile en Illinois promet d'offrir une DeLorean si les Cubs gagnent la Série mondiale.

### Joueur par excellence
Daniel Murphy est élu joueur par excellence de la Série de championnat. Le deuxième but des Mets passe à l'histoire en 8e manche du dernier match, lorsqu'à son dernier passage au bâton de la rencontre, il frappe la longue balle aux dépens de Fernando Rodney pour devenir le premier joueur de l'histoire à réussir un circuit dans 6 matchs éliminatoires consécutifs. Ce faisant, Murphy bat l'ancien record de 5 matchs établi par Carlos Beltrán pour les Astros de Houston en 2004. 
Murphy, 30 ans, termine la série de 4 matchs contre Chicago avec 4 circuits ; 6 points produits ; 6 points marqués ; une moyenne au bâton de ,529; un pourcentage de présence sur les buts de ,556 et une moyenne de puissance de 1,294.